# Campionati del mondo di ciclismo su pista 2018 - Inseguimento a squadre maschile
La gara di inseguimento a squadre maschile ai Campionati del mondo di ciclismo su pista 2018 si è svolta tra il 28 febbraio e il 1º marzo 2018.

## Podio
| Pos.    | Nazione       | Atleti                                                           |
| ------- | ------------- | ---------------------------------------------------------------- |
| Oro     | Gran Bretagna | Ed Clancy Kian Emadi Ethan Hayter Charlie Tanfield               |
| Argento | Danimarca     | Casper von Folsach Julius Johansen Niklas Larsen Frederik Madsen |
| Bronzo  | Italia        | Liam Bertazzo Simone Consonni Filippo Ganna Francesco Lamon      |

## Risultati

### Qualificazioni
I migliori otto tempi si qualificano per il primo turno.
| Posizione | Nazione       | Atleti                                                                  | Tempo    | Gap     | Note |
| --------- | ------------- | ----------------------------------------------------------------------- | -------- | ------- | ---- |
| 1         | Gran Bretagna | Ed Clancy Kian Emadi Ethan Hayter Charlie Tanfield                      | 3:55.714 |         | Q    |
| 2         | Italia        | Simone Consonni Liam Bertazzo Filippo Ganna Francesco Lamon             | 3:56.406 | +0.692  | Q    |
| 3         | Danimarca     | Niklas Larsen Julius Johansen Frederik Madsen Casper von Folsach        | 3:56.740 | +1.026  | Q    |
| 4         | Germania      | Maximilian Beyer Felix Groß Theo Reinhardt Kersten Thiele               | 3:57.447 | +1.733  | Q    |
| 5         | Nuova Zelanda | Stuart Campbell Regan Gough Dylan Kennett Nick Kergozou                 | 3:57.622 | +1.908  | q    |
| 6         | Russia        | Mamyr Staš Aleksandr Evtušenko Ivan Smirnov Kirill Svešnikov            | 3:59.362 | +3.648  | q    |
| 7         | Svizzera      | Claudio Imhof Cyrille Thièry Frank Pasche Valère Thiébaud               | 3:59.543 | +3.829  | q    |
| 8         | Canada        | Michael Foley Derek Gee Adam Jamieson Jay Lamoureux                     | 4:00.584 | +4.870  | q    |
| 9         | Giappone      | Ryo Chikatani Shogo Ichimaru Shunsuke Imamura Keitaro Sawada            | 4:01.753 | +6.039  |      |
| 10        | Polonia       | Szymon Sajnok Alan Banaszek Szymon Krawczyk Adrian Tekliński            | 4:01.963 | +6.249  |      |
| 11        | Francia       | Benjamin Thomas Adrien Garel Florian Maitre Louis Pijourlet             | 4:02.415 | +6.701  |      |
| 12        | Belgio        | Lindsay De Vylder Kenny De Ketele Moreno De Pauw Robbe Ghys             | 4:03.367 | +7.653  |      |
| 13        | Stati Uniti   | Eric Young Gavin Hoover Ashton Lambie Daniel Summerhill                 | 4:04.203 | +8.489  |      |
| 14        | Bielorussia   | Raman Tsishkou Yauheni Akhramenka Jaŭheni Karalëk Mikhail Shemetau      | 4:06.629 | +10.915 |      |
| 15        | Cina          | Hou Ya Ke Jiang Zhihui Shen Pingan Wang Fengnian                        | 4:08.266 | +12.552 |      |
| 16        | Spagna        | Eloy Teruel Xavier Cañellas Vicente García de Mateos Illart Zuazubiskar | 4:10.677 | +14.963 |      |

### Primo turno
I vincitori della terza e della quarta batteria si qualificano per la finale per l'oro, i migliori due tempi non qualificati per la finale per l'oro in tutte le altre batterie si qualificheranno per la finale per il bronzo.
| Posizione | Batteria | Nazione       | Atleti                                                           | Tempo    | Note |
| --------- | -------- | ------------- | ---------------------------------------------------------------- | -------- | ---- |
| 1         | 3        | Danimarca     | Niklas Larsen Julius Johansen Frederik Madsen Casper von Folsach | 3:54.496 | QG   |
| 2         | 3        | Italia        | Simone Consonni Liam Bertazzo Filippo Ganna Francesco Lamon      | 3:54.884 | QB   |
| 3         | 4        | Gran Bretagna | Ed Clancy Kian Emadi Ethan Hayter Charlie Tanfield               | 3:56.335 | QG   |
| 4         | 4        | Germania      | Maximilian Beyer Felix Groß Theo Reinhardt Kersten Thiele        | 3:58.047 | QB   |
| 5         | 2        | Nuova Zelanda | Stuart Campbell Regan Gough Dylan Kennett Nick Kergozou          | 3:58.932 |      |
| 6         | 1        | Svizzera      | Claudio Imhof Cyrille Thièry Gaël Suter Valère Thiébaud          | 3:59.648 |      |
| 7         | 1        | Russia        | Lev Gonov Aleksandr Evtušenko Ivan Smirnov Sergej Šilov          | 4:00.320 |      |
| 8         | 2        | Canada        | Michael Foley Derek Gee Adam Jamieson Jay Lamoureux              | 4:02.235 |      |

### Finale
La finale è iniziata alle 19:23.
| Posizione            | Nazione       | Atleti                                                           | Tempo    | Gap    | Note |
| -------------------- | ------------- | ---------------------------------------------------------------- | -------- | ------ | ---- |
| Finale per l'oro     |               |                                                                  |          |        |      |
| 1                    | Gran Bretagna | Ed Clancy Kian Emadi Ethan Hayter Charlie Tanfield               | 3:53.389 |        |      |
| 2                    | Danimarca     | Niklas Larsen Julius Johansen Frederik Madsen Casper von Folsach | 3:55.232 | +1.843 |      |
| Finale per il bronzo |               |                                                                  |          |        |      |
| 3                    | Italia        | Simone Consonni Liam Bertazzo Filippo Ganna Francesco Lamon      | 3:54.606 |        |      |
| 4                    | Germania      | Nils Schomber Felix Groß Theo Reinhardt Kersten Thiele           | 3:56.594 | 1.988  |      |